# Dame 10 razones
Dame 10 razones (10 Items or Less) es una película estadounidense de 2006 dirigida por Brad Silberling e interpretada por Morgan Freeman y Paz Vega. 
Rodada en apenas quince días, la película fue lanzada mediante descarga digital (primera en hacerlo vía internet) mientras aún se exhibía en cines.

## Argumento
Un célebre actor en horas bajas (Morgan Freeman) se ve obligado a aceptar un papel en un film independiente acerca de un encargado de supermercado. Para poder investigar sobre su personaje, visita un supermercado de un barrio obrero de Los Ángeles donde conocerá a Scarlet, una enérgica, estresada y neurótica cajera (Paz Vega) con un matrimonio fallido y poco dinero para pagar un divorcio.
Cuando éste es olvidado en la tienda, no tiene más opción que pedirle a Scarlet que lo lleve al estudio. Durante el viaje, le ayudará a prepararse para una entrevista, llevándola a conseguir ropa decente y lavar su coche, cambiando así su forma de ver las cosas. Antes de llegar, ambos mencionan 10 cosas o menos que aman de sus vidas. Finalmente, Scarlet decide no volver a trabajar como cajera jamás en su vida y él decide filmar la película. Ambos hacen el pacto de lograr las metas, sabiendo pues, que jamás volverán a verse.

## Críticas
"Es una película con nada que demostrar, y no mucho que decir, pero su modestia y buen humor hacen que sea difícil resistirse a ella." (A. O. Scott: The New York Times) 
"Una amable demostración de cómo dos actores con carisma y un director-guionista relajado (Brad Silberling) pueden conseguir una agradable película prácticamente de la nada." (Jonathan Rosenbaum: Chicago Reader) 
"Un natural pero fallido experimento sobre un encuentro agradable, al estilo de las películas independientes." (Desson Thomson: The Washington Post) 
"Una banal aventurilla de aire estrafalario y simulado espíritu underground." (Javier Ocaña: Diario El País) 
"Simpática anécdota. (...) contiene escenas inspiradas y un aire de ligereza que se agradece, pero también la sensación de que asistimos a una sucesión de anécdotas estiradas (...) Puntuación: ** (sobre 5)." (Federico Marín Bellón: Diario ABC) 